# Legal (álbum de Gal Costa)
Legal é um álbum da cantora Gal Costa. Traz canções, conhecidas em sua voz, de compositores e outros intérpretes relacionados à carreira de Gal: "Eu Sou Terrível", "London, London", "Hotel das Estrelas" e "Falsa Baiana". Traz também "Love, Try and Die", primeira composição de Gal em parceira com Jards Macalé e com o guitarrista Lanny Gordin. Segundo o IBOPE, o compacto simples "London, London" chegou ao 1º lugar entre os mais vendidos no Rio de Janeiro na semana de 19 a 24 de outubro de 1970 e ao 13º lugar entre os mais vendidos em São Paulo na semana de 30 de novembro a 5 de dezembro do mesmo ano.
| Críticas profissionais | Críticas profissionais |
| Avaliações da crítica  | Avaliações da crítica  |
| Fonte                  | Avaliação              |
| ---------------------- | ---------------------- |
| Allmusic               | link                   |

## Faixas
Lado um
| N.º | Título                                                      | Duração |  |
| 1.  | "Eu Sou Terrível" (Erasmo Carlos, Roberto Carlos)           | 2:30    |  |
| 2.  | "Língua do P" (Gilberto Gil)                                | 3:40    |  |
| 3.  | "Love, Try and Die" (Gal Costa, Jards Macalé, Lanny Gordin) | 2:23    |  |
| 4.  | "Mini-Mistério" (Gilberto Gil)                              | 4:16    |  |
| 5.  | "Acauã" (Zé Dantas)                                         | 2:49    |  |

Lado dois
| N.º | Título                                                       | Duração |  |
| 1.  | "Hotel das Estrelas" (Jards Macalé, Duda Machado)            | 4:22    |  |
| 2.  | "Deixa Sangrar (Carnaval 1971)" (Caetano Veloso)             | 2:53    |  |
| 3.  | "The Archaic Lonely Star Blues" (Jards Macalé, Duda Machado) | 3:03    |  |
| 4.  | "London, London" (Caetano Veloso)                            | 4:00    |  |
| 5.  | "Falsa Baiana" (Geraldo Pereira)                             | 2:11    |  |

## Ficha Técnica
- Direção de produção: Manoel Barenbein
- Técnicos de gravação: Ary Carvalhaes, João Moreira e Mazzolla
- Estúdio: CDB
- Arranjos de base: Lanny e Macalé
- Arranjos de orquestra: Chiquinho de Moraes
- Bateria: Norival
- Baixo: Claudio
- Guitarra: Lanny
- Piano: Chiquinho de Moraes na faixa "Love, try and die"
- Participações especiais: Erasmo Carlos, Tim Maia, Macalé, Lanny e Nana
- Capa: Hélio Oiticica

1. ↑  IBOPE. «Pesquisa Semanal sobre Venda de Discos - Rio de Janeiro - Semana de 19 a 24 de outubro de 1970» (PDF). p. 295. Consultado em 7 de dezembro de 2017[ligação inativa].
2. ↑  IBOPE. «Pesquisa Semanal sobre Venda de Discos - São Paulo - 30 de novembro a 5 de dezembro de 1970» (PDF). p. 336. Consultado em 7 de dezembro de 2017[ligação inativa].